# Molophilus fergusonianus
Molophilus fergusonianus är en tvåvingeart som beskrevs av Alexander 1927. Molophilus fergusonianus ingår i släktet Molophilus och familjen småharkrankar. Inga underarter finns listade i Catalogue of Life.